# Weltmeisterschaften im Gewichtheben 1977
Die 51. Weltmeisterschaften im Gewichtheben der Männer fanden vom 17. bis 25. September 1977 in der bundesdeutschen Stadt Stuttgart statt. An den von der International Weightlifting Federation (IWF) im Zweikampf (Reißen und Stoßen) ausgetragenen Wettkämpfen nahmen 186 Gewichtheber aus 44 Nationen teil.

## Medaillengewinner

### Männer

#### Klasse bis 52 Kilogramm
| Disziplin | Gold              | Gold     | Silber            | Silber   | Bronze              | Bronze   |
| --------- | ----------------- | -------- | ----------------- | -------- | ------------------- | -------- |
| Reißen    | Alexander Woronin | 107,5 kg | Masamoto Takeuchi | 105,0 kg | György Kőszegi      | 102,5 kg |
| Stoßen    | Alexander Woronin | 140,0 kg | Mohammad Nassiri  | 135,0 kg | Francisco Casamayor | 132,5 kg |
| Zweikampf | Alexander Woronin | 247,5 kg | György Kőszegi    | 235,0 kg | Francisco Casamayor | 230,0 kg |

#### Klasse bis 56 Kilogramm
| Disziplin | Gold          | Gold     | Silber         | Silber   | Bronze             | Bronze   |
| --------- | ------------- | -------- | -------------- | -------- | ------------------ | -------- |
| Reißen    | Daniel Núñez  | 112,5 kg | Georgi Todorow | 110,0 kg | Tadeusz Dembończyk | 110,0 kg |
| Stoßen    | Jiro Hosotani | 145,0 kg | Chen Manlin    | 140,0 kg | Frank Mavius       | 140,0 kg |
| Zweikampf | Jiro Hosotani | 252,5 kg | Georgi Todorow | 247,5 kg | Chen Manlin        | 245,0 kg |

#### Klasse bis 60 Kilogramm
| Disziplin | Gold               | Gold     | Silber          | Silber   | Bronze          | Bronze   |
| --------- | ------------------ | -------- | --------------- | -------- | --------------- | -------- |
| Reißen    | Nikolai Kolesnikow | 122,5 kg | Grzegorz Cziura | 122,5 kg | Yanko Rusev     | 122,5 kg |
| Stoßen    | Nikolai Kolesnikow | 157,5 kg | Yanko Rusev     | 155,0 kg | Ioan Buta       | 150,0 kg |
| Zweikampf | Nikolai Kolesnikow | 280,0 kg | Yanko Rusev     | 277,5 kg | Grzegorz Cziura | 270,0 kg |

#### Klasse bis 67,5 Kilogramm
| Disziplin | Gold            | Gold     | Silber          | Silber   | Bronze             | Bronze   |
| --------- | --------------- | -------- | --------------- | -------- | ------------------ | -------- |
| Reißen    | Roberto Urrutia | 142,5 kg | Daniel Senet    | 135,0 kg | Werner Schraut     | 132,5 kg |
| Stoßen    | Sergey Pevsner  | 172,5 kg | Roberto Urrutia | 172,5 kg | Zbigniew Kaczmarek | 170,0 kg |
| Zweikampf | Roberto Urrutia | 315,0 kg | Sergey Pevsner  | 302,5 kg | Zbigniew Kaczmarek | 297,5 kg |

#### Klasse bis 75 Kilogramm
| Disziplin | Gold            | Gold     | Silber          | Silber   | Bronze          | Bronze   |
| --------- | --------------- | -------- | --------------- | -------- | --------------- | -------- |
| Reißen    | Jurik Wardanjan | 152,5 kg | Peter Wenzel    | 150,0 kg | András Stark    | 150,0 kg |
| Stoßen    | Jurik Wardanjan | 192,5 kg | Günter Schliwka | 190,0 kg | Peter Wenzel    | 187,5 kg |
| Zweikampf | Jurik Wardanjan | 345,0 kg | Peter Wenzel    | 337,5 kg | Günter Schliwka | 330,0 kg |

#### Klasse bis 82,5 Kilogramm
| Disziplin | Gold             | Gold     | Silber           | Silber   | Bronze           | Bronze   |
| --------- | ---------------- | -------- | ---------------- | -------- | ---------------- | -------- |
| Reißen    | Gennadi Bessonow | 157,5 kg | Blagoy Blagoev   | 155,0 kg | Péter Baczakó    | 152,5 kg |
| Stoßen    | Gennadi Bessonow | 195,0 kg | Paweł Rabczewski | 192,5 kg | Péter Baczakó    | 192,5 kg |
| Zweikampf | Gennadi Bessonow | 352,5 kg | Péter Baczakó    | 345,0 kg | Paweł Rabczewski | 337,5 kg |

#### Klasse bis 90 Kilogramm
| Disziplin | Gold               | Gold     | Silber             | Silber   | Bronze            | Bronze   |
| --------- | ------------------ | -------- | ------------------ | -------- | ----------------- | -------- |
| Reißen    | Serhej Poltorazkyj | 167,5 kg | Rolf Milser        | 162,5 kg | Ferenc Antalovics | 157,5 kg |
| Stoßen    | Rolf Milser        | 207,5 kg | Serhej Poltorazkyj | 207,5 kg | Alberto Blanco    | 197,5 kg |
| Zweikampf | Serhej Poltorazkyj | 375,0 kg | Rolf Milser        | 370,0 kg | Alberto Blanco    | 355,0 kg |

#### Klasse bis 100 Kilogramm
| Disziplin | Gold            | Gold     | Silber         | Silber   | Bronze          | Bronze   |
| --------- | --------------- | -------- | -------------- | -------- | --------------- | -------- |
| Reißen    | Michel Broillet | 170,0 kg | Anatoly Kozlov | 162,5 kg | Helmut Losch    | 162,5 kg |
| Stoßen    | Anatoly Kozlov  | 205,0 kg | Helmut Losch   | 205,0 kg | Mark Cameron    | 202,5 kg |
| Zweikampf | Anatoly Kozlov  | 367,5 kg | Helmut Losch   | 367,5 kg | Michel Broillet | 365,0 kg |

#### Klasse bis 110 Kilogramm
| Disziplin | Gold              | Gold     | Silber            | Silber   | Bronze        | Bronze   |
| --------- | ----------------- | -------- | ----------------- | -------- | ------------- | -------- |
| Reißen    | Walentin Christow | 180,0 kg | Jürgen Ciezki     | 172,5 kg | Juri Saizew   | 170,0 kg |
| Stoßen    | Juri Saizew       | 225,0 kg | Walentin Christow | 225,0 kg | Leif Nilsson  | 220,0 kg |
| Zweikampf | Walentin Christow | 405,0 kg | Juri Saizew       | 395,0 kg | Jürgen Ciezki | 390,0 kg |

#### Klasse über 110 Kilogramm
| Disziplin | Gold             | Gold     | Silber              | Silber   | Bronze              | Bronze   |
| --------- | ---------------- | -------- | ------------------- | -------- | ------------------- | -------- |
| Reißen    | Wassili Alexejew | 185,0 kg | Jürgen Heuser       | 182,5 kg | Aslanbek Jenaldijew | 182,5 kg |
| Stoßen    | Wassili Alexejew | 245,0 kg | Aslanbek Jenaldijew | 240,0 kg | Jürgen Heuser       | 237,5 kg |
| Zweikampf | Wassili Alexejew | 430,0 kg | Aslanbek Jenaldijew | 422,5 kg | Jürgen Heuser       | 420,0 kg |